# Västra kyrkogården, Trelleborg
Västra kyrkogården invigdes 1878 och ligger centralt i Trelleborg. Staden fick sin första riktiga begravningsplats i samband med att S:t Nicolaikyrkan byggdes om mellan 1881 och 1883. Kyrkogården intill kyrkan kunde inte längre tillgodose behovet av nya gravar. Anledningen till en ny kyrkogård (då) utanför staden berodde på att man uppmärksammat att det var osunt att begrava inne i städerna. Kapellet, i nygotisk tegelarkitektur, stod färdigt 1909. Där finns ca 900 gravplatser och en minneslund. Kyrkogården ligger mellan gatorna Frihedsgatan, Krukmakaregatan, Östersjögatan och Västergatan.

## Galleri

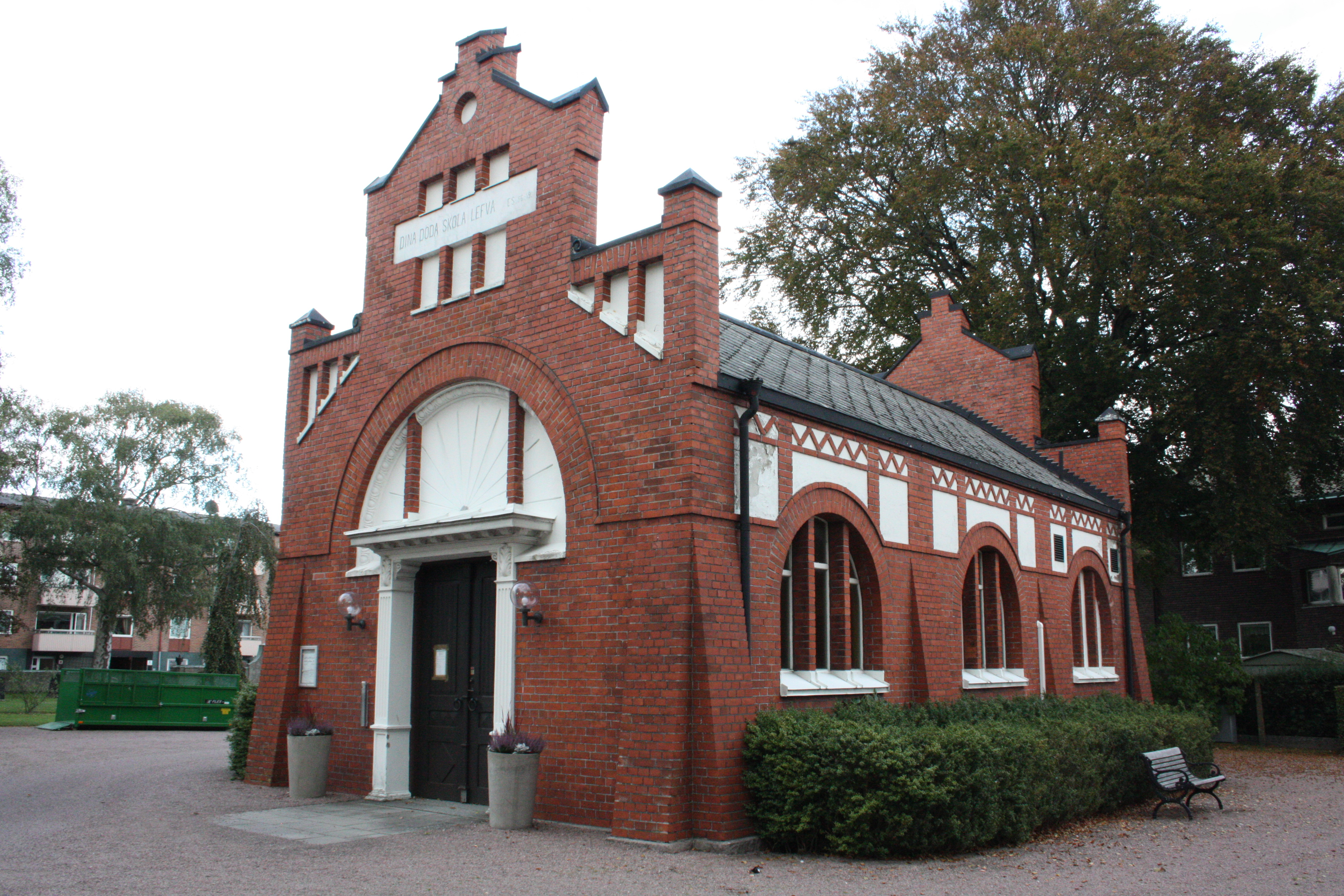
Västra kyrkogårds kapell
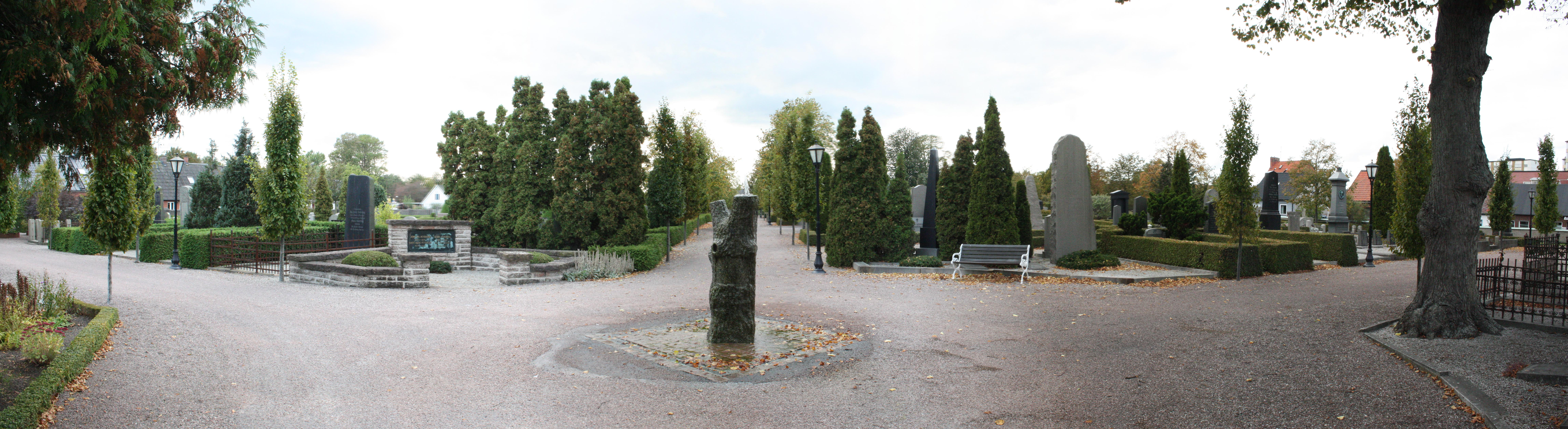
Västra kyrkogården
Västra kyrkogården
Minneslund
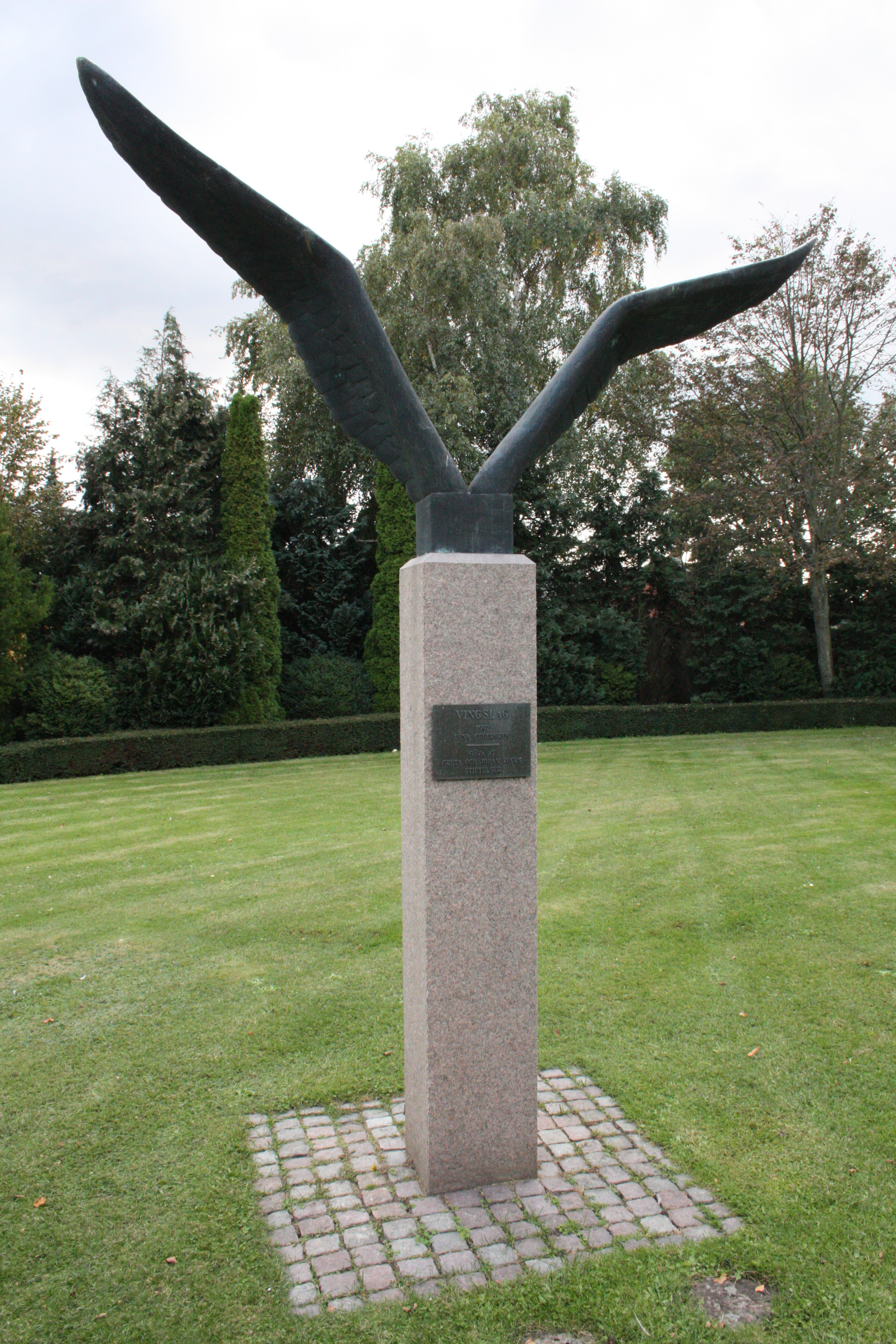
Skulptur i minneslunden